# Pholcus phalangioides

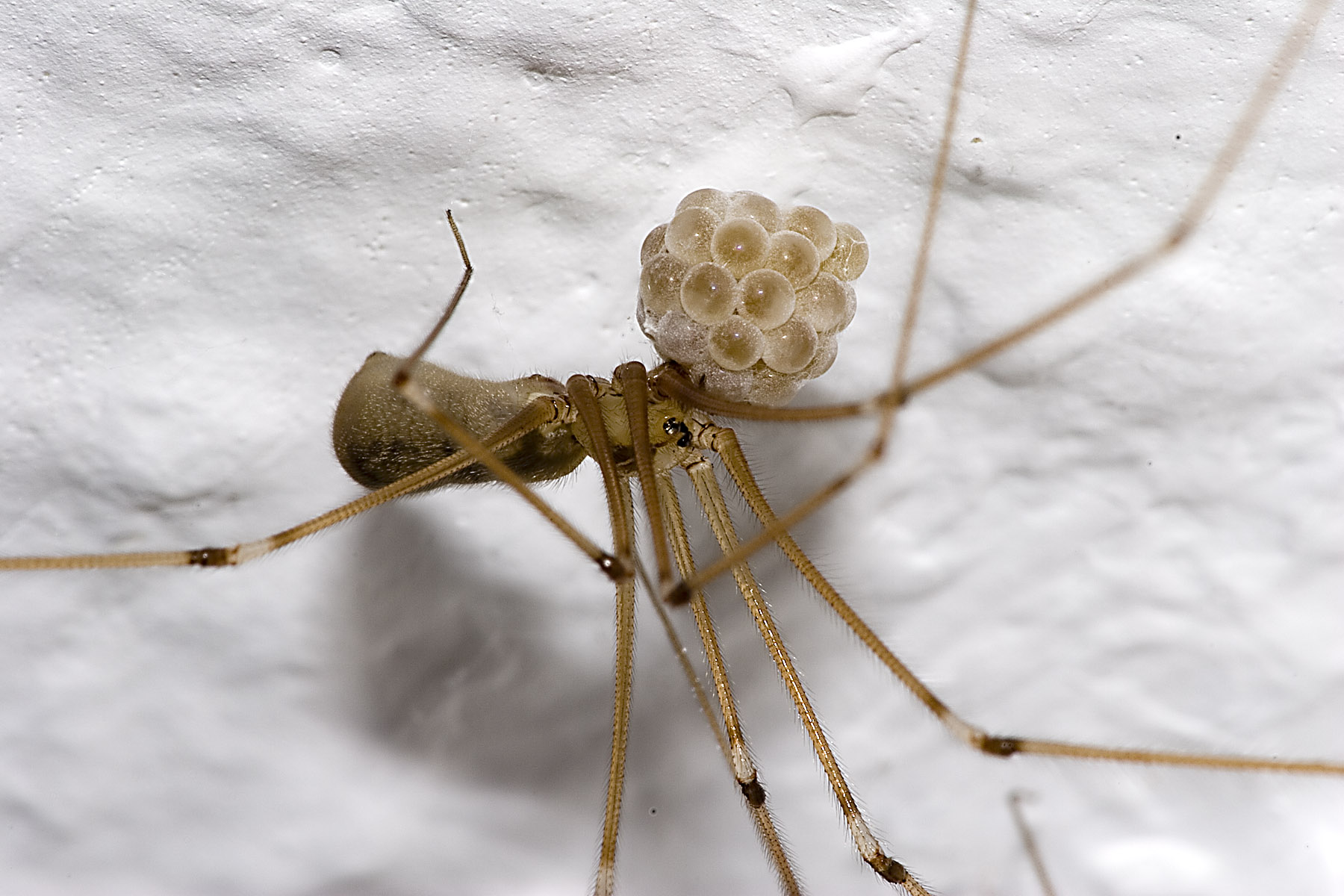
Fêmea de Pholcus phalangioides com ovos.

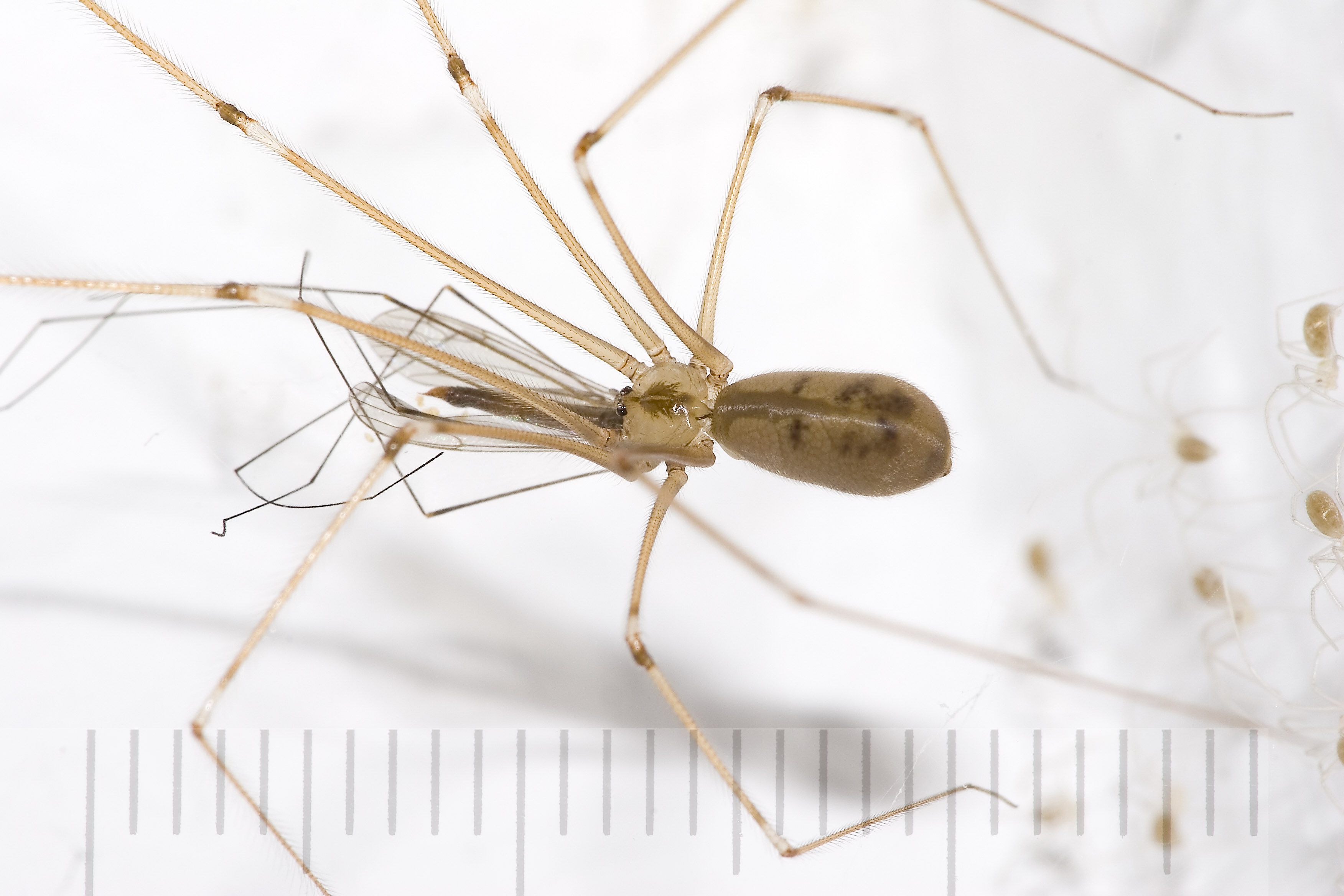
Pholcus phalangioides com uma presa (Tipulidae).

Pholcus phalangioides J.K. Füssli, 1775, comummente conhecida como cavaleiro-das-casas, é uma espécie de aranha pertencente à família Pholcidae, comum em habitações e em espaços sombrios e húmidos. A espécie tem comportamento sinantrópico, tendo a sua área de distribuição sofrido nas últimas décadas um considerável alargamento. A espécie foi descrita pelo entomólogo suíço Johann Kaspar Füssli, que a registou em 1775.

## Nomes comuns
Além de «cavaleiros-das-casas», dá ainda pelos seguintes nomes comuns: aranhuço-comum,  aranhiço e  cavalinho

## Descrição
Pholcus phalangioides é uma pequena aranha acribelada de pernas longas, com a conformação corporal típica da família Pholcidae. As fêmeas apresentam um comprimento corporal (excluindo as pernas) de aproximadamente 9 mm, com os machos sendo em geral ligeiramente menores. As pernas são 5 a 6 vezes mais longas que o corpo, chegando a atingir 70 mm de envergadura total nas fêmeas. A espécie apresenta um conjunto de manchas na face dorsal do cefalotórax que se assemelha ao desenho de uma caveira humana. Os machos apresentam os pedipalpos engrossados, em forma de bastonete, devido à presença dos órgãos sexuais (nesta espécie os pedipalpos são órgãos copuladores). As fêmeas apresentam pedipalpos finos e alongados.
Apresentando forte tendência para a sinantropia, o habitat preferido da espécie é o tecto das habitações, garagens, armazéns e caves, escolhendo em geral locais sombrios e frescos. Na natureza ocorrem em fissuras de rochas e troncos, grutas e tocas abandonadas. Constrói teias irregulares, de aspecto imperfeito e estrutura fortemente tridimensional, constituídas por fios muito elásticos de seda não adesiva. Instala-se de cabeça em direção ao solo, com a face ventral para cima, num dos ângulos inferiores da teia, em geral apoiada num fio mais longo.
As fêmeas transportam os ovos nos seus pedipalpos, agrupando-os em pacotes de 20-30 ovos ligados por um casulo fino e esparso de fios de seda. O juvenis são transparentes e de pernas curtas, mantendo-se nas imediações da teia da progenitora até à primeira ecdise. Sofrem 5-6 mudas até atingirem a maturidade sexual. A longevidade máxima da espécie ronda os três anos.
Quando se sente ameaçada, Pholcus phalangioides reage agitando violentamente a sua teia, em movimentos rápidos e periódicos que a tornam difícil de ver, tornando-se difícil focar a visão sobre a aranha. Se a ameaça persiste abandona a teia, deixando-se cair para o solo. Este comportamento diminui com o aumento da idade dos animais e com o repetido contacto humano.
Estas aranhas são consideradas benéficas em algumas partes de mundo porque matam e comem outras espécies de aracnídeos, incluindo algumas que são venenosas para os humanos, como a Tegenaria agrestis e a Latrodectus hasseltii. Caçam e comem facilmente outras aranhas, incluindo espécies bem mais corpulentas como a Tegenaria duellica, vespas, mosquitos, cochonilhas e outros insetos. Quando escasseia-se o alimento, praticam o canibalismo.
Originariamente era uma espécie com distribuição natural restrita às zonas temperadas do paleártico ocidental, mas, graças a ação humana, esta espécie sinantrópica está espalhada por todo o mundo, sendo capaz de viver em climas frios, aproveitando o abrigo e o aquecimento das habitações humanas. Como são originárias dos sub-trópicos, estas aranhas parecem não ser influenciadas pelas mudanças sazonais, reproduzindo-se em qualquer época do ano.
Uma lenda urbana afirma que as Pholcidae são as aranhas mais venenosas do mundo, mas a investigação sobre as características do seu veneno mostram que tem um efeito relativamente débil em insectos. Num episódio de MythBusters foi mostrado que estas aranhas possuem quelíceras com 0,25 mm de comprimento, que apesar de uncidadas, podem penetrar a pele humana, mas que a sua mordida apenas provoca uma leve sensação de ardor durante uns segundos.

## Galeria

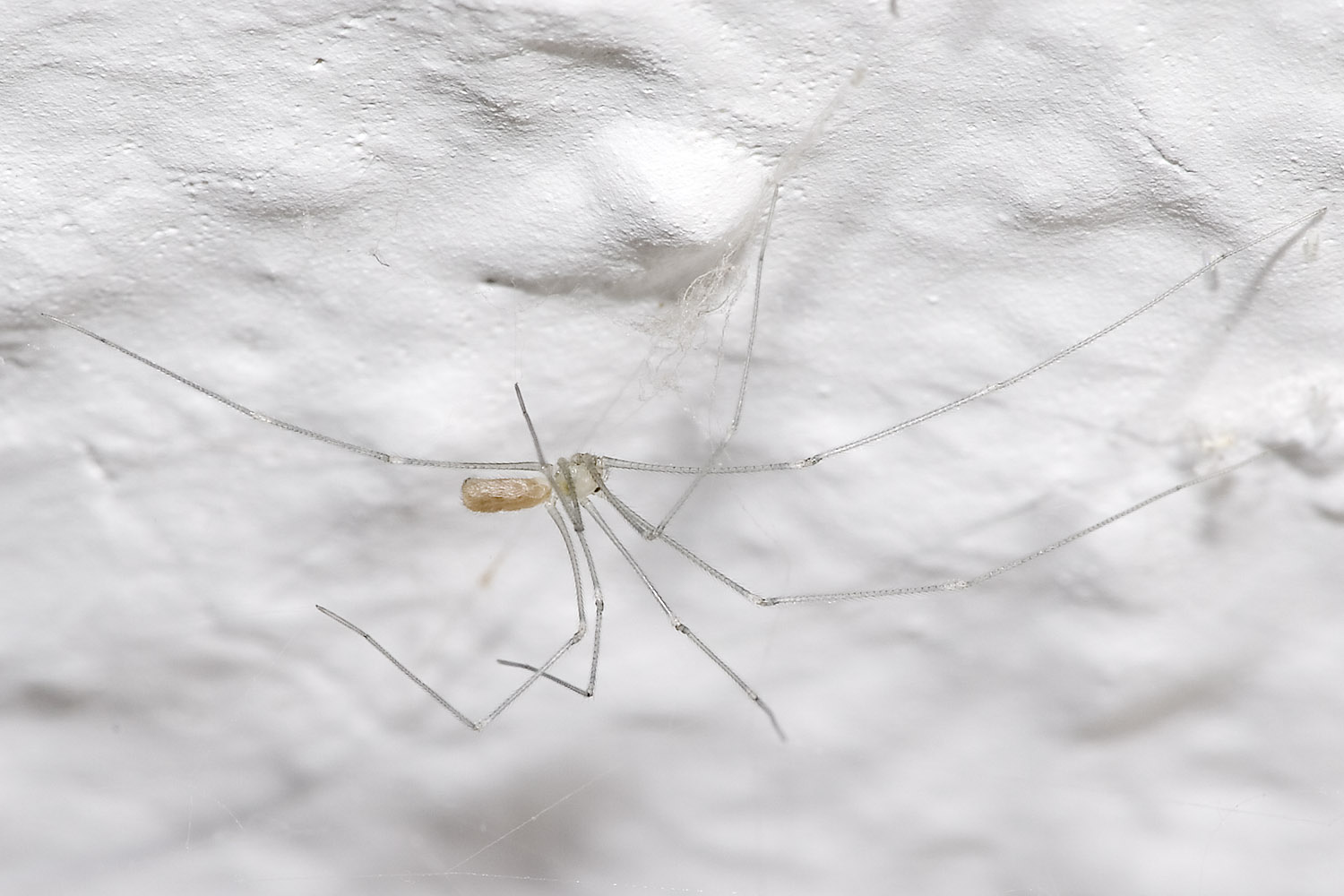
Posição típica na teia (face dorsal para cima).
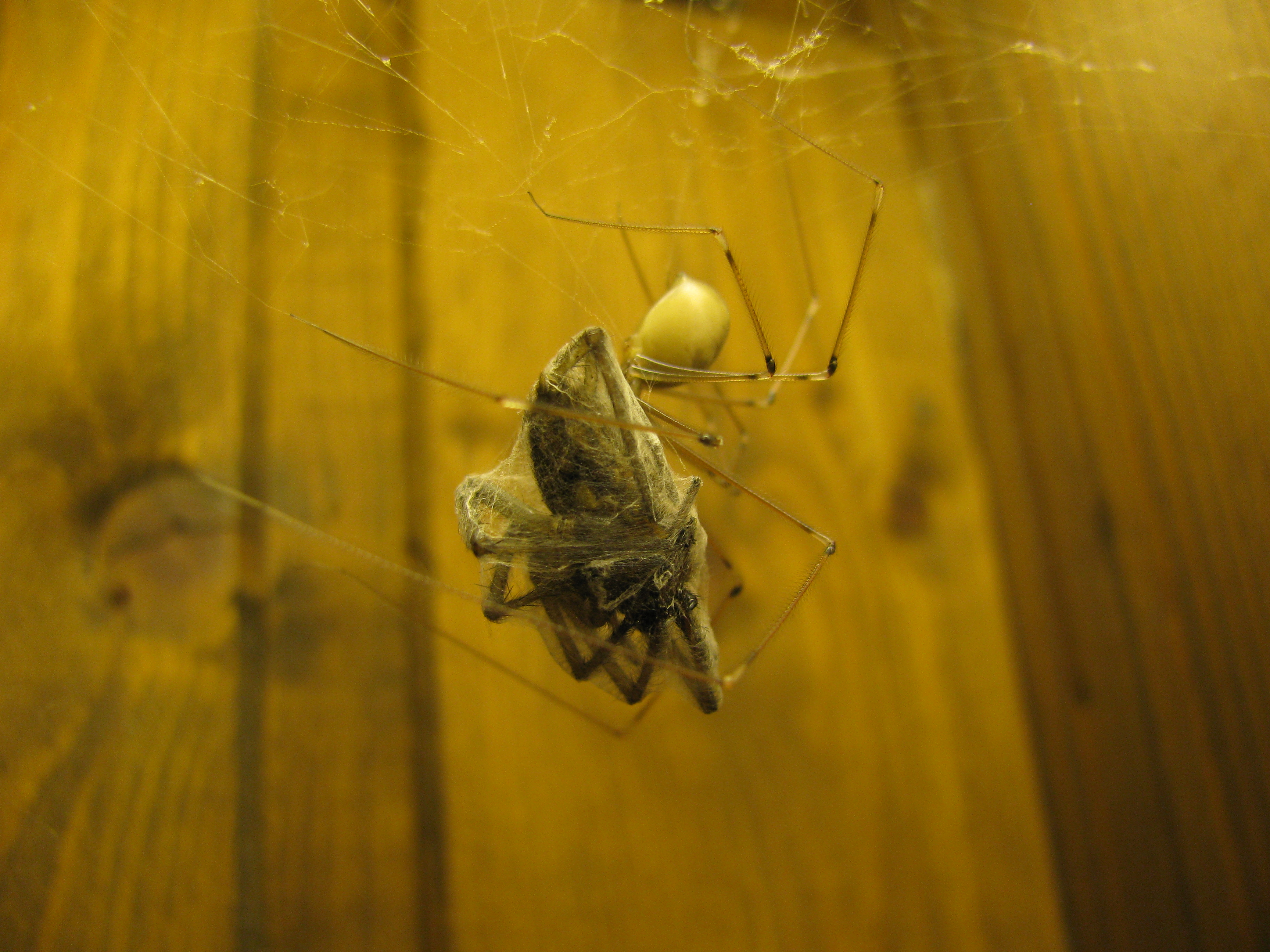
Pholcus phalangioides capturando outra aranha.
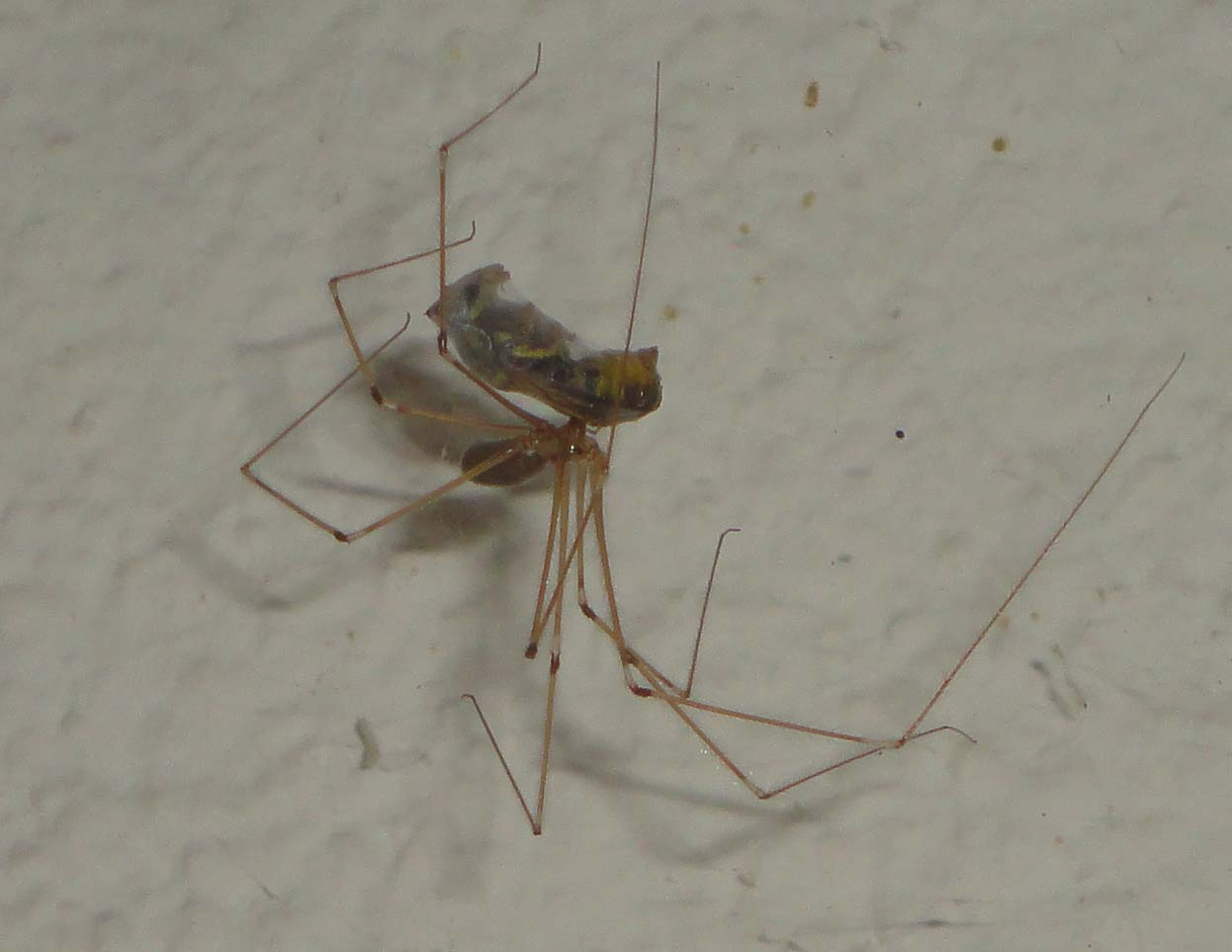
Pholcus phalangioides capturando uma vespa.
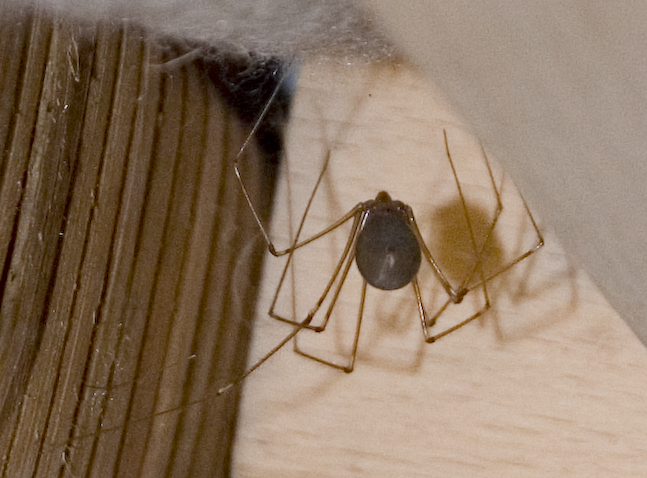
Fêmea de Pholcus phalangioides com o abdómen dilatado antes da postura.
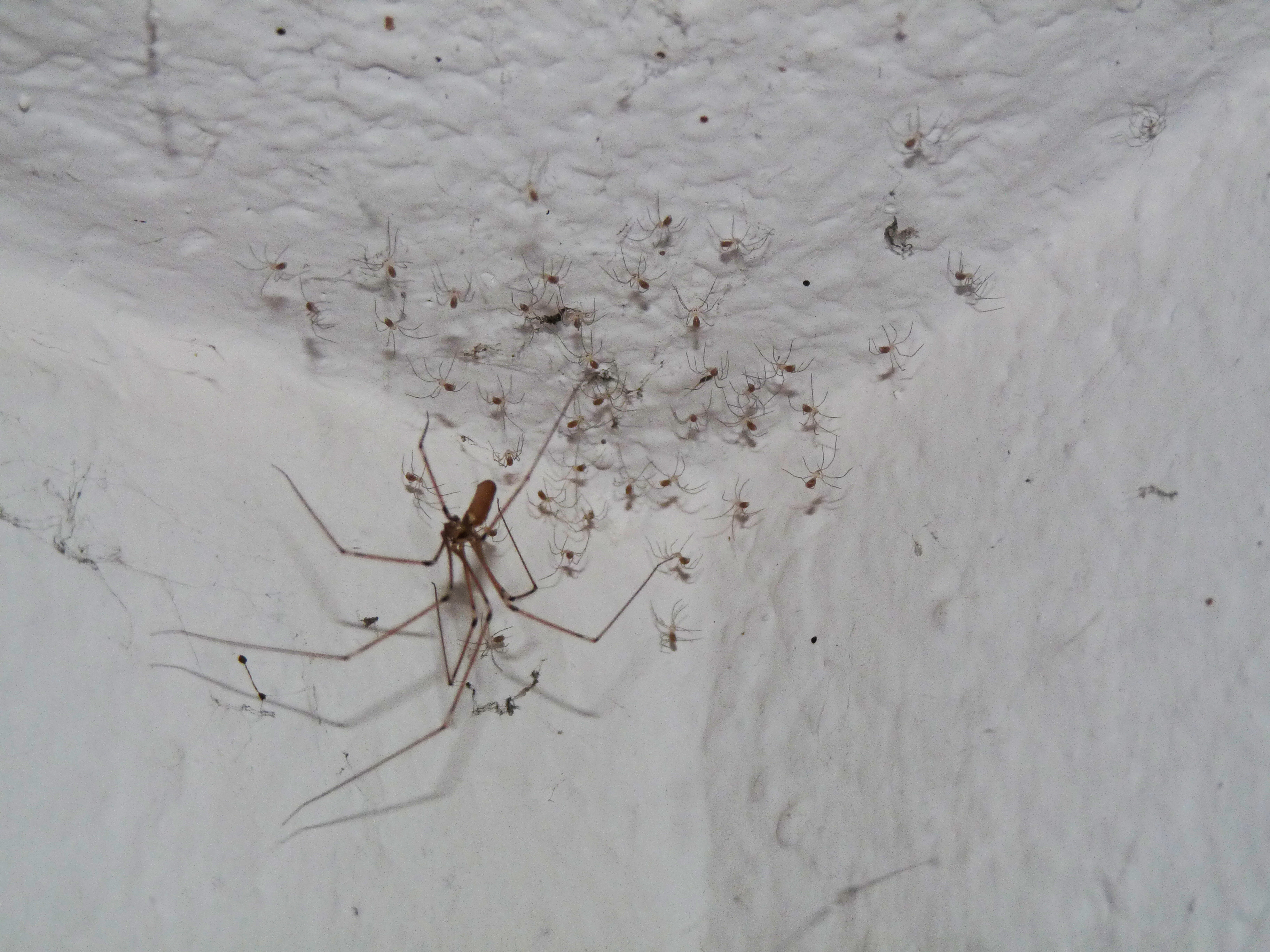
Fêmea rodeada por juvenis (com cerca de 10 dias de idade).
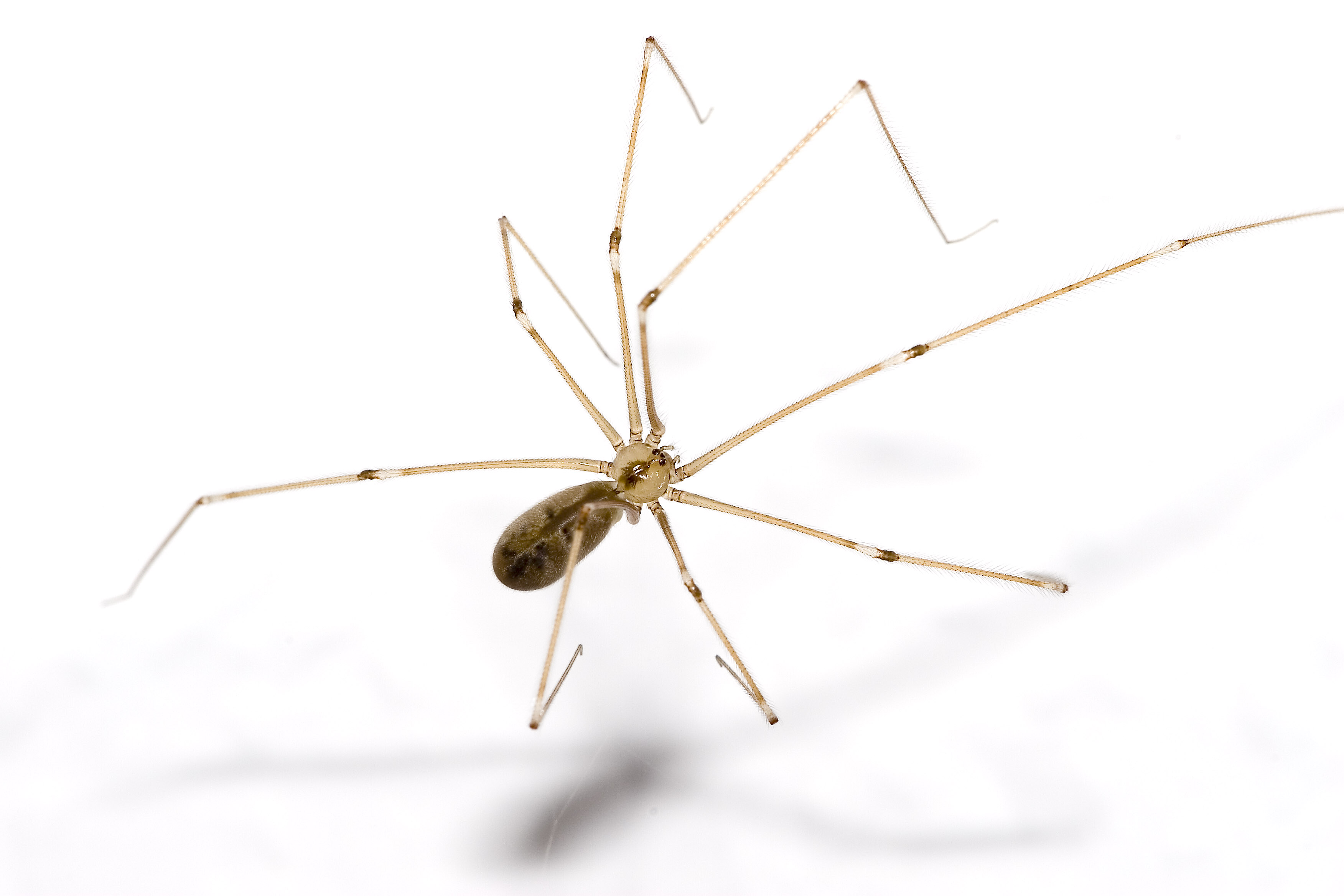
Posição típica na teia.